# Laura Gemser
Laurette Marcia "Laura"  Gemser, född 5 oktober 1950 i Surabaya, Indonesien, är en indonesiskfödd nederländsk skådespelerska verksam i Italien. Hon är mest känd för sin roll som Emanuelle i Black Emanuelle (1975) och dess flera uppföljare, som gjordes efter de franska Emmanuelles stora framgångar.
Hon flyttade med sin familj från Indonesien till Nederländerna i femårsåldern och växte upp i Utrecht. Hon studerade modedesign innan hon flyttade till Italien 1975 där hon jobbade som modell och skådespelerska. 
Hon fick sitt genombrott som skådespelerska i Bitto Albertinis Black Emanuelle (1975). Samma år hade hon också en liten roll som massös i den franska Emmanuelle-filmen Emmanuelle 2 med Sylvia Kristel i huvudrollen. Black Emanuelle fick en rad uppföljare, såsom Emanuelle and the Last Cannibals och Emanuelle in America. En av hennes mer mainstream-kända roller var i den amerikanska TV-filmen Love is Forever (1983), men i den filmen krediterades hon som Moira Chen. 
Gemser fortsatte att arbeta som skådespelerska och arbetade ofta tillsammans med regissörerna Joe d'Amato och Bruno Mattei och med sin make, skådespelaren Gabriele Tinti. Hon var även kostymdesigner för ett antal filmer, bland andra Troll 2. Efter Tintis död 1991 drog sig Gemser tillbaka från sin karriär och bor nu i Rom och håller en låg profil.